# Siquisique (paroisse civile)
Pour les articles homonymes, voir Siquisique.
Siquisique est l'une des quatre paroisses civiles de la municipalité d'Urdaneta dans l'État de Lara au Venezuela. Sa capitale est Siquisique, chef-lieu de la municipalité.